# YB-49 (航空機)
YB-49
試験飛行中のYB-49
- 用途：戦略爆撃機
- 製造者：ノースロップ社
- 運用者：アメリカ空軍
- 初飛行：1948年10月21日
- 生産数：YB-49(2機)、YRB-49A(3機)

YB-49は、アメリカの航空機メーカーであるノースロップ社が、第二次世界大戦終結直後にアメリカ空軍のために開発した全翼機形式の試作重爆撃機である。

## 概要
2機が製作されたYB-49は、同様な形状でレシプロエンジン推進のYB-35の発展型であり、同機をジェット化したものであったが、エンジンの変更に伴う機体設計の見直しが不十分であったために飛行特性に問題があり、試作機は墜落事故により失われている。また、ジェットエンジンの燃費の悪さから航続距離と搭載能力が低下してしまい、機体内部容積の制限（全翼機ゆえに横方向には広いものの高さが確保できない）は変わらず、爆弾倉の容量の問題から大型の爆弾が搭載できず、核爆弾の搭載が難しい という問題も引き続き生じていた。
前述のような問題から、偵察機型のみが発注されたものの程なくキャンセルされ、長距離戦略爆撃機としてはより一般的な形態のコンベア B-36が採用された。
しかしながら、レーダーに捕捉されにくいという機体設計概念自体は、後にステルス機として知られるB-2 スピリット開発の際に活用された。

## 開発の経緯
B-35計画は1944年の時点で予定よりも開発が遅れており、レシプロ機時代の終焉の気配と相まって、200機の発注契約は5月にキャンセルされてしまった。それでもなお全翼機という概念自体には注目していた空軍は、試作機による試験は続けることとした。うち2機に対してはジェットエンジン推進への転換が指示された。

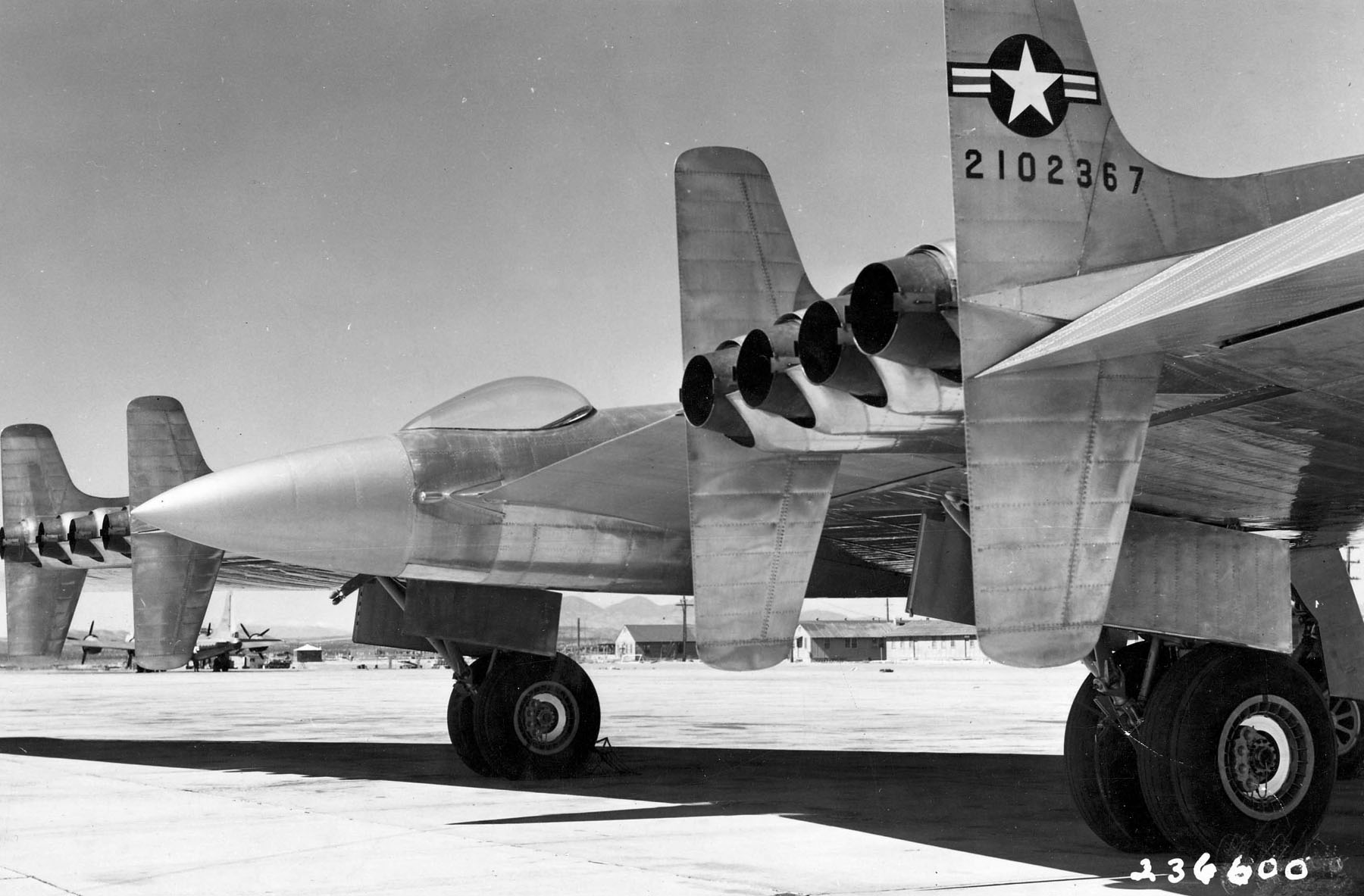
YB-49 後方より
両翼後端の計8基のエンジンノズルとエンジン部両脇の垂直安定板がわかる。テイルコーン上部のキャノピーは後方銃手/後部観測員用のもの（この機体には後方機銃は装備されていない）

YB-49は原型のYB-35のレシプロエンジンをターボジェットエンジンに変更した他はほぼ同じ機体形状で、ジェットエンジンは原型であれば4基のレシプロエンジンのうち1-2および3-4番エンジンの中間位置（外翼側エンジンと内翼側エンジンの間）に片側4基が並行にまとめて配置されていた。エンジン部の左右両側には垂直安定板が追加されている。
爆弾倉はYB-35より最も外側の区画を減じた左右合計6区画となり、その分爆弾搭載量が減少した。爆弾倉が縦方向に狭く、区画長も短いために大型の爆弾が搭載できないことはYB-35と同様で、核爆弾の搭載に支障があることは変わっていない。防御兵装もテイルコーン後端の遠隔操作式12.7mm4連装銃座1基に減じられたが、外翼部上下の連装銃塔計4基の装備区画は銃塔を搭載しないもののそのまま残されている。
YB-49は1947年10月1日に初飛行し、その有望性が実証されることとなった。YB-49は40,000 ft (12,200 m) よりも高空を6時間飛行するという非公式の滞空記録と、カリフォルニア州のミューロック空軍基地（当時）からワシントンD.C.のアンドルーズ空軍基地へと4時間20分で飛行する大陸横断速度記録とを達成した。ジェットエンジン搭載によって運動性能は向上し、B-35比で100Kmの速度アップを達成したが、初期のジェットエンジン共通の燃費の悪さのために、航続距離と爆弾搭載量は半分となった。
実際に飛行するにあたり、その特殊な形態に伴う操縦の難しさを指摘する声がテストパイロットからあった。失速間際になると勝手に機首が上がって上転する挙動が出現することが報告されていた。その時のパイロットは、直後に機体を横滑りさせて安定を取り戻せたため、墜落を回避することができた。1948年6月5日、グレン・エドワーズ大尉ら5人が搭乗した試作機は、テスト飛行中に墜落し全員が死亡した。この事故によってミューロック陸軍飛行場（Muroc Army Air Field）と当時呼ばれていた基地が、エドワーズ空軍基地と名前が変更された。事故原因は、墜落場所で回収されたメモ用紙によって解明された。メモには『これからエンジンをストールさせて失速させるテストを行う』とあった。その実験によって機体は失速して上側に反転、強い抵抗を受けた両翼がエンジンの付け根部分から破断して墜落したとされた。
空気力学の専門家らは後にこの不安定性を説明する理論を提案した。YB-49は、YB-35からレシプロエンジン駆動のプロペラを外し、ジェットエンジン推進にしたものであるが、この際に本来であれば翼を完全に設計し直さなければならなかったという。彼らは、YB-35においては、作動中のプロペラの作る回転面が気流に対して一種の安定板として機能したため、不安定性の問題が生じなかったのだと指摘している。
1948年9月には、空軍はノースロップに対し偵察機型のRB-49Aとして発注し、コンベアを生産担当企業としたが、翌年の1月までには計画は中止となってしまった。空軍テストパイロットのロバート・カーデナス少佐による報告の中で、機体が非常に不安定であると指摘したことが中止の一因といわれている。

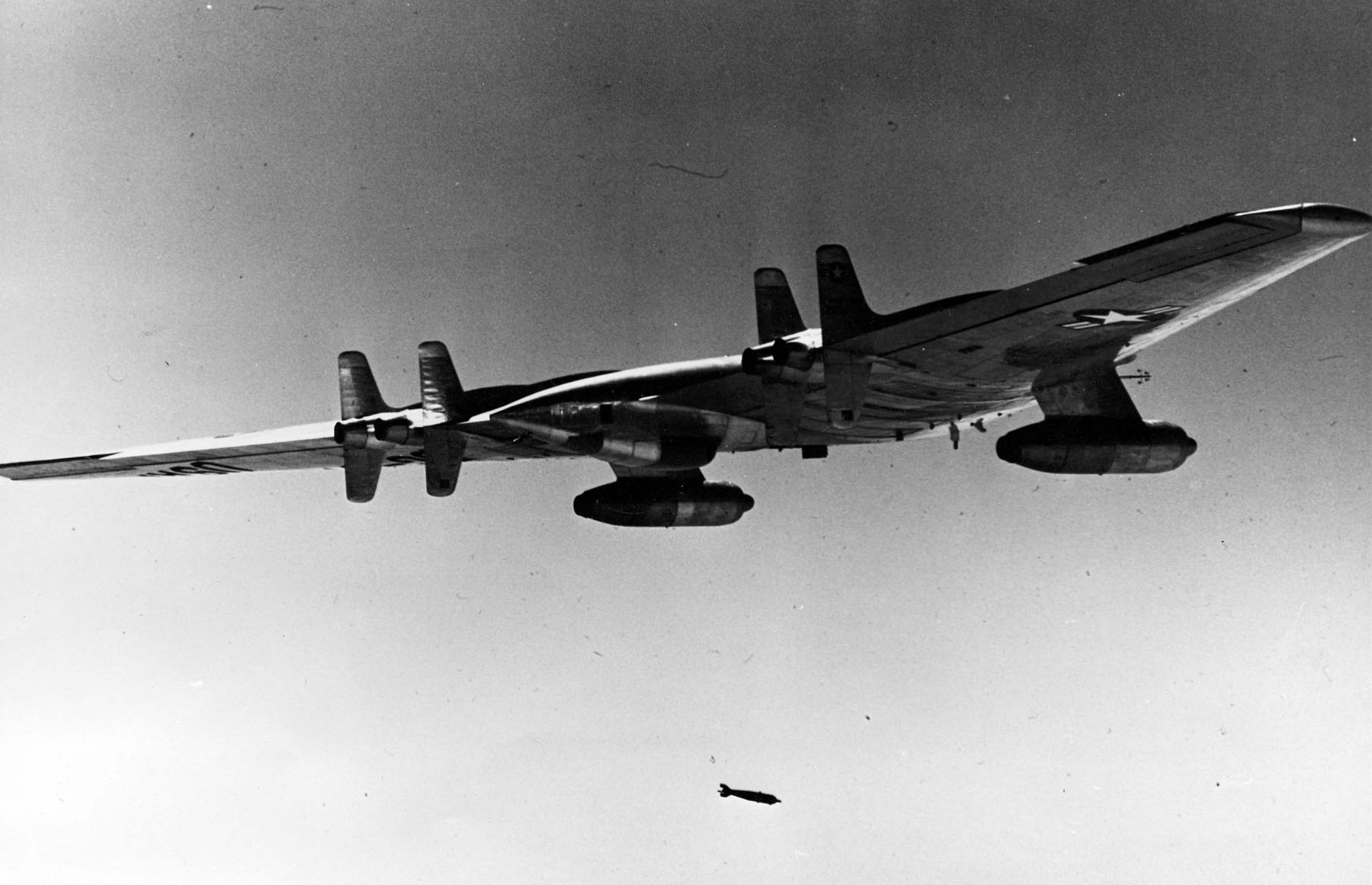
YRB-49A

YB-49と同様の機体にジェットエンジンの配置を翼内4基（左右2基ずつ）＋翼下2基（懸垂式）に変更し、テイルコーン部の下面に偵察機材を装備した"YRB-49A”も開発されて30機が発注されたもののキャンセルされ、YB-35 3番機からの改造により製作された1機が総計13回の試験飛行を行ったのみに終わった。
原型のYB-35については1949年を通して試験飛行が続けられたが、爆撃機としての各種問題やエンジン・ベイの火災などに悩まされた。1950年3月15日には計画中止が言い渡され、偶然にも試作機はタキシング時の事故とそれに続く火災により全損した。計画中止を受けて、残存していた機体も全てスクラップにするように当局から命令された。

## その後
全翼機の実用化はジャック・ノースロップの悲願であったが、YB-49の開発中止によって彼の悲願は打ち砕かれた。ノースロップは自社事業として、また個人的にも全翼機の研究を続け、様々に模索を続けたが、以後、全翼機が実験機や試験機の範囲を超えて実用機としてアメリカで開発・製造されることはなく、YB-49のような大型の機体が軍用として開発されることもなかった。
全翼機はその独特の特性から設計には困難が多く、飛行制御もパイロットの能力だけでは難しいものがあった。コンピューターでの計算によるシミュレーションが行えない開発当時では実際に飛行させる他には風洞を用いた試験以外では空力特性や飛行特性を把握する方法がない上、飛行制御にも機械的補助装置の他には初歩的な電気的制御以外に手段がない以上、操縦は人間のみの力では難しく、コンピュータによる操縦補助（フライ・バイ・ワイヤ）を受けられなかった当時は、たとえ飛行特性が良好でも実用化は困難であったという見方もある。これらの点から、1940～50年代当時の技術では完全な実用性を持つ全翼機を開発・運用することには困難が大きかった。

### 計画中止に関する陰謀論
B-35・B-49の両計画中止に関して、陰謀だとする説（陰謀論）が長年に渡って唱えられている。陰謀だとする人は、ノースロップの社長であるジャック・ノースロップに対し、空軍長官スチュアート・シミントン(Stuart Symington)が政府の影響下にあるコンベアとの合併を強要しようとした、と主張する。さらに、ノースロップが拒絶した際に、長官は計画中止の手配をしたという。1979年（1981年の死去の直前）、テレビ取材を受けたノースロップ自身がこうした告発をしたことによって、陰謀論は真実味を帯びた。さらに、1949年に開かれたコンベアの不正競争疑惑についての議会公聴会で、ノースロップは報復を恐れたためにシミントンをかばって虚偽の証言をしたともいう。一方のシミントンは、このような説は全く事実無根であると一貫して主張している。
こうした陰謀論に対して批判的な者は、多くの主要な問題を抱えていたことももちろん、YB-49にはB-36とは違い核兵器の運搬能力が無かった（当時の核爆弾は大型で、YB-49の爆弾槽には収まらなかった）という点も計画中止に寄与したのだと指摘している。さらに、YB-49が中止されたのと同時期に、ノースロップが新型要撃機F-89 スコーピオンの開発計画に参入できたことも、陰謀論を否定するものだとしている。

### ジャック・ノースロップの悲願とB-2
後に開発された全翼式ステルス爆撃機であるB-2は、ステルス性能追求の点も含めて全面的にコンピューターを用いた設計が行われており、飛行に関してもフライ・バイ・ワイヤを利用してコンピュータによる操縦補助を受けている。これらの技術の発達により、B-35/49で果たし得なかった“大型全翼機の問題なき実用化”が数十年の時を経て果たされることになる。
ノースロップ社によるB-2の開発中、当時最重要の軍事機密であったにもかかわらず、軍は特別の許可を出して、病床にあって余命いくばくも無いジャック・ノースロップに特製のB-2の模型をプレゼントし、彼の悲願が達成されつつあることを明かした。それを聞いた彼は「Now I know why God has kept me alive for 25 years（今こそ、神が25年の余生を与えたもうた理由が分かった）」と涙を流したという。

## 仕様 (YB-49)
- 初飛行: 1947年10月1日
- 乗員: 7名（機長兼主操縦士、副操縦士、機関士、航法士、無線通信士、兵装担当士官（爆撃照準手）、機銃手）

### 要目
- 全長: 16.20 m
- 全幅: 52.40 m
- 全高: 6.2 m
- 翼面積: 371.6 m2
- 空虚重量: 40,116 kg
- 運用重量: 60,581 kg
- 最大離陸重量: 87,969 kg
- エンジン: アリソン J35-A-15 ターボジェットエンジン × 8

推力: 4,000 lbf (17.79 kN) × 8

### 性能
- 最大速度: 793 km/h
- 航続距離（作戦時）: 2,599 km ※爆弾搭載量 10,000 lb (4,536 kg)における数値
- 航続距離（空輸時）: 5,758 km
- 実用上昇限度: 13,900 m (45,700 ft)

武装
- 固定武装: ブローニング AN/M3 12.7mm機関銃 4連装1基（テイルコーン後端部）
- 爆弾: 16,000 lb (7,258 kg) ※最大値

## 登場作品
『宇宙戦争』（ジョージ・パル監督、1953年）
「フライング・ウィング」のコードネームで登場。円盤群を原子爆弾で攻撃した。映像は実際の離陸シーンと飛行シーンが用いられている。
『ストライカーズ1945』（彩京、1995年）
アメリカステージBOSS戦にて本機をモデルとした巨大全翼機「XFB−１」が登場。
『遙かなる星』（佐藤大輔、1995年）
架空日本企業「北崎重工」の社有機として登場。北崎重工が関係を深めつつあったノースロップ社から入手したという設定で、エンジンを自社製品に換装、爆撃関連装備等を取り外すなどの改造を施した上で、第三次世界大戦（1962年）の前年に空中発射型宇宙ロケット発射実験の発射母機として使用する。